# 高圧ガス工業
高圧ガス工業株式会社（こうあつガスこうぎょう、KOATSU GAS KOGYO CO., LTD.）は、大阪市に本社を置く、産業ガス・化成品などの製造、販売を行う企業。

## 概要
産業ガスメーカー大手。子会社42社、関連会社16社で高圧ガス工業グループを構成する。
高圧ガス工業は、建設、橋梁、造船、機械等向けの溶解アセチレンを主体とした各種高圧ガスの製造・仕入販売及び各種ガス関連機器、合成樹脂系接着剤を主体とした瞬間接着剤、塗料等の製造・仕入販売並びに設備の賃貸を主たる業務とし、溶解アセチレンでは最大手企業である。
近年、化成品事業ではベトナムに現地工場を設立し、様々な環境に適した接着剤を開発。情報システム事業ではLSIカードの開発に世界で初めて成功するなどガス事業を含めた新事業にも意欲的である。また、堅実経営を行い、財務体質が優良であることでも知られている。

## 沿革
- 1958年6月 - 高圧ガス工業株式会社の前身である、中部ガス産業株式会社設立。
- 1959年4月 - 中部ガス工業株式会社へ商号変更。
- 1961年3月 - 高圧ガス工業株式会社へ商号変更。
- 1962年7月 - 大阪証券取引所第2部上場。
- 1977年6月 - 東京証券取引所第2部上場。
- 1978年5月 - 大阪、東京証券取引所第1部指定替え。